# Intelektualni kapital
Intelektualni kapital, jedinstvena je ekonomska kategorija koja predstavlja materijalne i nematerijalne čimbenike koji su ključni za postizanje i očuvanje održivog razvoja i konkurentnosti u 21. stoljeću, a nastali su kao rezultat stvaralačke primjene znanja (uporaba znanja u stvaranju novododatne vrijednosti).

## Nastanak koncepta intelektualnog kapitala
Koncept intelektualnog kapitala pojavio se početkom osamdesetih godina 20. stoljeća kada je pod utjecajem procesa globalizacije došlo do niza tehnoloških, gospodarskih, političkih i društvenih promjena koje su transformirale svjetsko gospodarstvo i utjecale na poslovno okruženje poduzeća.
Materijalni oblik stvaranja vrijednosti u sve većem obimu postao je rezultat stvaralačke primjene znanja, što je bilo evidentno u tržišnoj vrijednosti poduzeća koja je višestruko nadilazila knjigovodstvenu vrijednost poduzeća (vrijednost ukupne materijalne i financijske imovine). To povećanje udjela znanja u novostvorenoj vrijednosti glavno je obilježja nove ekonomije, koja se još naziva i "Ekonomija znanja".
U ekonomiji znanja najvažniji ekonomski resurs za postizanje održivog razvoja i konkurentnosti više nije kapital, prirodni resursi ili rad (tradicionalni resursi), već znanje, a u njemu intelektualni kapital.    

## Struktura intelektualnog kapitala
Intelektualni kapital sastoji se od sljedeće strukture:
- Ljudski kapital
- Strukturalni (organizacijski) kapital
- Relacijski (potrošački) kapital

## Ljudski kapital
Ljudski kapital je pokretač intelektualnog kapitala. Odnosi se na akumuliranu vrijednost investicija u obrazovanje, stručnost i budućnost svih zaposlenika i menadžment, te njihovu sposobnost da svoje znanje, vještine i iskustvo transformiraju u aktivno stvaranje dodatne vrijednosti za poduzeće.
Osim znanja, iskustva i vještina, ljudski kapital predstavlja i: kreativnost, inovativnost, marljivost, odgovornost, upornost, samoinicijativnost, uspješnost u komunikaciji, sposobnost rješavanja problema, kritičko promišljanje, samostalno učenje, fleksibilnost i adaptibilnost zaposlenika i menadžmenta.
Pojedinci koji imaju navedene karakteristike nazivaju se tzv. "umnim radnicima".
"Umni radnik" je svaki zaposlenik koji:
- pridonosi proizvođenju profita u poduzeću
- uključen je u rješavanje problema
- visoko je educiran i kontinuirano ulaže u svoje znanje
- marljiv je i vrlo motiviran za rad
- fleksibilan je i adaptibilan
- samouvjeren je i uporan.

Najveća vrijednost "umnih radnika" jest u činjenici da posjeduju tacitno znanje, jer je ono najznačajniji i najvrjedniji izvor konkurentske prednosti poduzeća.

## Stukturalni (organizacijski) kapital
Strukturalni (organizacijski) kapital je utjelovljenje ljudskog kapitala i njegova infrastrukturna podrška, te predstavlja sve čimbenike koji u poduzeću ostaju nakon što zaposlenici nakon radnog vremena napuste poduzeće. Ti čimbenici su:
- Intelektualno vlasništvo - cjelokupno materijalizirano, kodificirano znanje: patenti, licence, autorska prava, franšize, software programi i sav ostali materijalizirani vrijednosni ljudski kapital.
- Organizacijski procesi - planovi, pismene strategije, nacrti, priručnici i poslovnici, pravila, upravljački podsustavi, poslovne aplikacije, baze podataka,...

Za razliku od ljudskog kapitala, strukturalni kapital je moguće kvantificirati i vrijednosno odrediti.

## Relacijski (potrošački) kapital
Relacijski (potrošački) kapital predstavlja odnose između strateških poslovnih jedinica poduzeća, te međuodnose između poduzeća i vanjske okoline (potrošači, distributeri, partneri, i sve ostale interesne skupine iz vanjskog okruženja poduzeća.
Relacijski kapital je moguće grupirati u tri kategorije:
1. Poslovne mreže
2. Brand (tržišna marka)
3. Potrošači, tj. odnos poduzeća s njima.